# PS Es weihnachtet sehr
PS: Es weihnachtet sehr (Originaltitel: Write Before Christmas) ist ein US-amerikanischer Fernsehfilm von Pat Williams aus dem Jahr 2019. Die Hauptrollen in dieser Geschichte, die zur Weihnachtszeit spielt, sind mit Torrey DeVitto und Chad Michael Murray besetzt. 
Der Film wurde von Hallmark Entertainment für die Reihe der Hallmark Channel Original Movies produziert und in Deutschland am 15. Dezember 2020 erstmals vom Spartensender Super RTL ausgestrahlt.

## Handlung
Jessica Winthrop arbeitet in ihrem eigenen kleinen Musikgeschäft. Die Weihnachtszeit ist ihr sehr wichtig. Vor drei Monaten hat sie jemanden kennengelernt und freut sich zum Fest nicht allein zu sein. Doch unerwartet beendet der Mann die Beziehung, weil er meint, sie würden nicht zusammenpassen. Jessica hat deshalb die Nase voll vom Daten und will sich vorerst nicht mehr verabreden. Auch Weihnachten soll in diesem Jahr nur ein Tag im Kalender für sie sein, also nichts Besonderes mehr. Sie verbannt in ihrer Wohnung die Weihnachtsdeko, doch fällt ihr dabei ein Karton mit alten Weihnachtsgrüßen in die Hände. Kurzerhand schreibt sie fünf Karten an die Menschen, die ihr Leben beeinflusst haben: an ihre beste Freundin und Angestellte Mimi, ihre Musiklehrerin, die sie zum Cellospielen inspiriert hatte, ihre Tante Lila, bei der sie aufgewachsen ist, nachdem ihre Eltern durch einen Unfall starben, ihren Bruder Joshua, der beim Militär ist, und an den Popstar Jax, dessen Musik ihr dabei geholfen hat, den Tod ihrer Eltern zu verarbeiten.
Nachdem die Karten ihre Empfänger erreicht haben, erhält Jessica erste unerwartete Reaktionen. Ihre Freundin hat ihr ein Vorspielen organisiert und auf dem Heimweg spricht sie ein netter junger Mann an. Er will ihr eine Karte zurückbringen, weil sie für seine Mutter gedacht war, die mittlerweile im Ausland unterrichtet. Luke hat die Karte seiner Mutter am Telefon vorgelesen und sie hat ihn beauftragt, sich bei Jessica in ihrem Namen zu bedanken. Während ihres Gesprächs erinnert sich Luke daran, Jessica schon als Kind begegnet zu sein, als sie bei seiner Mutter Unterricht nahm. Er selbst hat sich dann aber lieber der Fotografie gewidmet. Am nächsten Tag macht Luke das Cello seiner Mutter auf deren ausdrücklichen Wunsch hin Jessica zum Geschenk. Obwohl Jessica eigentlich eine Pause hinsichtlich weiterer Dates einlegen wollte, kann sie dem Charme von Luke nicht widerstehen und verbringt in den nächsten Tagen viel Zeit mit ihm. Doch als Jessica einige Zeit später sieht, wie Luke eine andere Frau umarmt, zieht sie sich von ihm zurück.
Luke möchte die Funkstille zwischen ihm und Jessica gern beenden und nutzt ein kleines Sonderkonzert von Jax, der hier seinen neuen Song vorstellt. In der Hoffnung, Jessica dort zu treffen, verschafft er sich Zutritt, obwohl das Konzert eigentlich ausverkauft ist. Er schenkt ihr eine Weihnachtskarte, der ein Foto beigefügt ist, das sie beide bei seiner Mutter zeigt. Für Jessica werden sogleich viele Erinnerungen wach und Luke meint, es sei wohl Bestimmung und so versöhnen und küssen sie sich. Weihnachten verbringen sie dann gemeinsam bei Jessicas Tante und deren neuen Gefährten.
Jessicas Karten haben nicht nur bei ihr, sondern auch bei ihren Empfängern und deren Umfeld ungeahnte Folgen ausgelöst. So hat der Mann ihrer Freundin die Karte gelesen und so Anlass gehabt, mit seiner Frau einmal richtig lange zu reden. Woraufhin sie sich geeinigt haben, endlich eine Familie zu gründen, was schon lange der Wunsch von Mimi war. Da Jessicas Tante die Post aus der Hand rutschte und ihr neuer Nachbar gerade vorbeikam, gerieten beide ins Gespräch, was dazu führte, dass sich eine Freundschaft zwischen ihnen anbahnte. Jessicas Bruder wiederum kam durch die Karte mit einer jungen Soldatin in Kontakt, die sich, ebenso wie er, sehr einsam fühlte. Später ergab es sich sogar, dass beide in denselben Auslandseinsatz nach Deutschland geschickt wurden und so zusammenbleiben konnten.
Auch für den Popsänger Jax hatte die Karte etwas Gutes, er wurde dadurch zu einer neuen Komposition inspiriert, die am Ende nicht nur ein großer Erfolg wurde, sondern ihn auch wieder mit seinen alten Bandmitgliedern zusammengebracht hat. Für das Waisenhaus, für das Luke ehrenamtlich arbeitet, bedeutete ein Foto von ihm, das in der Zeitung erschienen war, einen wahren Besucherstrom und zahlreiche neue Kontakte für die Kinder, die dadurch teils sogar neue Eltern fanden.

## Produktion
Die Dreharbeiten zu PS: Es weihnachtet sehr erfolgten in der kanadischen Provinz British Columbia in Vancouver. In Deutschland wurde der Film erstmals am 30. November 2019 beim Sender Super RTL ausgestrahlt.

## Kritik
Die Kritiker der Fernsehzeitschrift TV Spielfilm schrieben, der Film sei ein „Romantic Movie aus den unerschöpflichen Vorräten des Hallmark Channels. Der nennt sich selbst ‚The Heart of TV‘, weil es in den Filmen stets um Liebe und Herzschmerz geht“ und so gebe es auch diesmal wieder „Die volle Dosis Romantik: Taschentücher raus!“
Filmdienst.de urteilte: „Süßlicher Weihnachtsfilm, den der Grußkarten- und Kitschfilmproduzent Hallmark zu einer Extraportion Eigenwerbung nutzt. Die episodische Story steuert in durchweg absehbare Richtungen, ohne je einen Anschein von inhaltlicher und gestalterischer Ambition zu verraten.“